# Masayoshi Yoshida
Masayoshi Yoshida (japanisch 吉田 匡良 Yoshida Masayoshi; * 4. August 1982 in der Präfektur Nara) ist ein ehemaliger japanischer Fußballspieler.

## Karriere
Yoshida erlernte das Fußballspielen in der Schulmannschaft der Higashi Fukuoka High School. Seinen ersten Vertrag unterschrieb er 2001 bei den Kyoto Purple Sanga. Der Verein spielte in der zweithöchsten Liga des Landes, der J2 League. 2002 wechselte er zum Ligakonkurrenten Ventforet Kofu. Für den Verein absolvierte er zwei Ligaspiele. Danach spielte er bei den Sagawa Express Kyoto, FC Kariya und Matsumoto Yamaga FC. Ende 2008 beendete er seine Karriere als Fußballspieler.